# Vrouw in een tuin
Vrouw in een tuin (Frans: Femme au jardin) is een schilderij van de Franse impressionistische kunstschilder Claude Monet uit 1867. Het toont een in wit geklede vrouw met parasol in de zomerse tuin van de tante van de kunstenaar te Sainte-Adresse. Het werk bevindt zich in de collectie van de Hermitage te Sint-Petersburg.

## Context
Op aandringen van zijn vader Adolphe verbleef Monet de zomer van 1867 bij zijn familie te Sainte-Adresse, aan de kust van Normandië, waar hij zijn jeugd had doorgebracht. Vijf jaar eerder was hij in Parijs begonnen aan zijn schildersopleiding, maar het verlaten van de stad en zijn toenmalige financiële zorgen hadden geen invloed op zijn aspiraties en werklust. Op 25 juni van dat jaar schreef hij aan zijn vriend Frédéric Bazille: "ik bevind mij momenteel alweer twee weken in familiekring, ik ben gelukkig en het gaat zo goed met me als ik maar kan wensen. Iedereen is aardig en ze zijn enthousiast over elke penseelstreek. Ik zit tot over mijn nek in het werk, ben aan twintig doeken tegelijk bezig, schitterende zeegezichten en figuren, en ook een aantal tuinen". Een van die doeken was het hier besproken Vrouw in een tuin. Andere tuinwerken waren Terras in Sainte-Adresse (Metropolitan Museum of Art), Adolphe Monet lezend in de tuin (Larry Ellison Collectie) en Bloeiende tuin in Sainte-Adresse (Musée Fabre).

## Afbeelding
Vrouw in de tuin werd waarschijnlijk in eerste instantie opgezet als een verhalende scène, een soort familietafereel. Röntgenonderzoek heeft uitgewezen dat rechts van de vrouw oorspronkelijk ook een mannenfiguur heeft gestaan, maar dat deze later is overgeschilderd. Uiteindelijk ging het Monet in de uitwerking van het doek niet meer om het onderwerp en de personages, maar vooral om de compositie en de onderlinge verhoudingen tussen kleur, licht en schaduw in de buitenlucht. Monet propageerde altijd dat licht en kleur in de open lucht aan andere wetmatigheden voldoen dan in het atelier, waar ze ongewild komen tot warme, bruine schaduwen tegenover koele vlakken, als bij de oude meesters.
De elegant en modieus geklede vrouw op het schilderij is Jeanne-Marguerite Lecadre, de vrouw van een neef van Monet en eigenaresse van de tuin. Ze wordt afgebeeld op de rug, waarmee bewust de aandacht wordt weggetrokken van haar portrettering of karakter. Het gaat niet om haar, in dit werk, maar alle aandacht gaat naar het "gedrag" van het licht, dat in zijn woorden "zelfs in de schaduw niet dooft". In feite is de figuur in het wit, wiens jurk perfect combineert met het omringende groen, niet meer dan een kleuraccent in het schilderij, geplaatst in het linkerbenedendeel als evenwicht tegenover de helder blauwe lucht rechtsboven. Voor de ideale weergave van de kleurcontrasten tussen de complementaire tinten groen en rood in de tuin, plaatste Monet zijn schildersezel daar precies tussenin, zodanig dat het bloemperk zich precies in het midden bevond. De van een afstand weergegeven impressie is, met name voor wat betreft de weergave van de bloemen, opvallend precies en genuanceerd, waar Monets latere penseelvoering steeds losser zou worden.

## Ontvangst en waardering
Monet nam Vrouw in tuin eind 1867 mee terug naar Parijs, waar het de Duitse kunstschilder Adolph Menzel inspireerde tot diens Wandeling in de tuin (Kunsthalle Bremen). In 1879 werd het door Monet tentoongesteld tijdens de vierde grote impressionistententoonstelling. Het tijdschrift 'La petite République Française' schreef: "we waren vooral enthousiast over Vrouw in tuin, een meesterwerk van ongekunsteldheid. Bovendien bezit dit werk een buitengewoon afgeronde textuur. Schande over degene die er kwaad van denkt".
Ten tijde van de impressionistententoonstelling bevond het werk zich in het bezit van de familie Lecadre. Daarna ging het over op diverse andere Franse collecties, tot het in 1899 door Durand-Ruel verkocht werd aan de Russische textielbaron en kunstverzamelaar Sergej Sjtsjoekin. Na de Russische Revolutie werd diens verzameling tot staatsbezit verklaard. Vanaf 1930 bevindt het werk zich in nu de collectie van de Peterburgse Hermitage. In 2012-2013 werd het doek in haar Amsterdamse nevenvestiging tentoongesteld tijdens de expositie "Impressionisme. Sensatie en inspiratie. Favorieten uit de Hermitage".

## Galerij

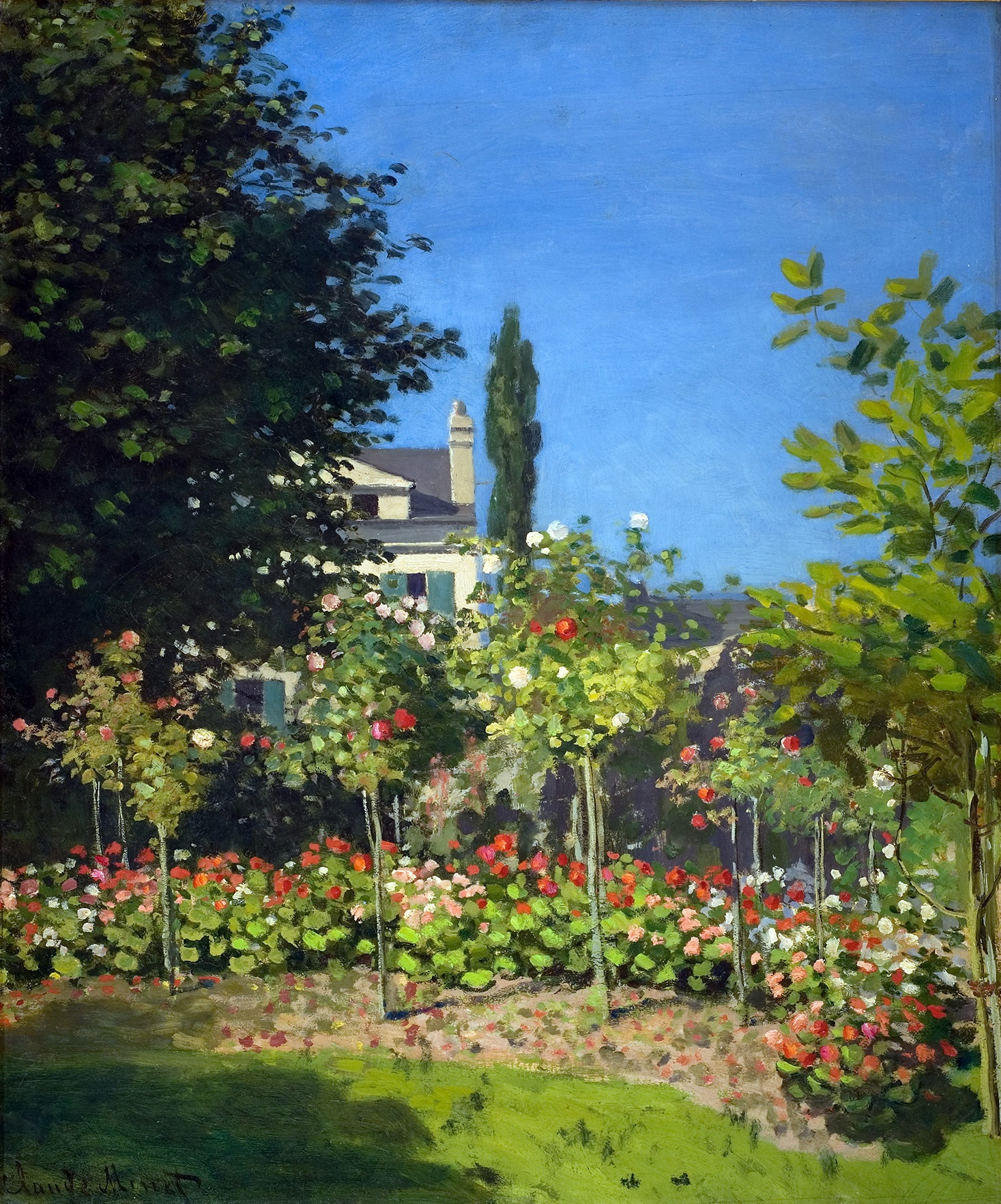
Bloeiende tuin bij Sainte-Adresse, 65 × 54 cm, het tuindeel grenzend aan het huis
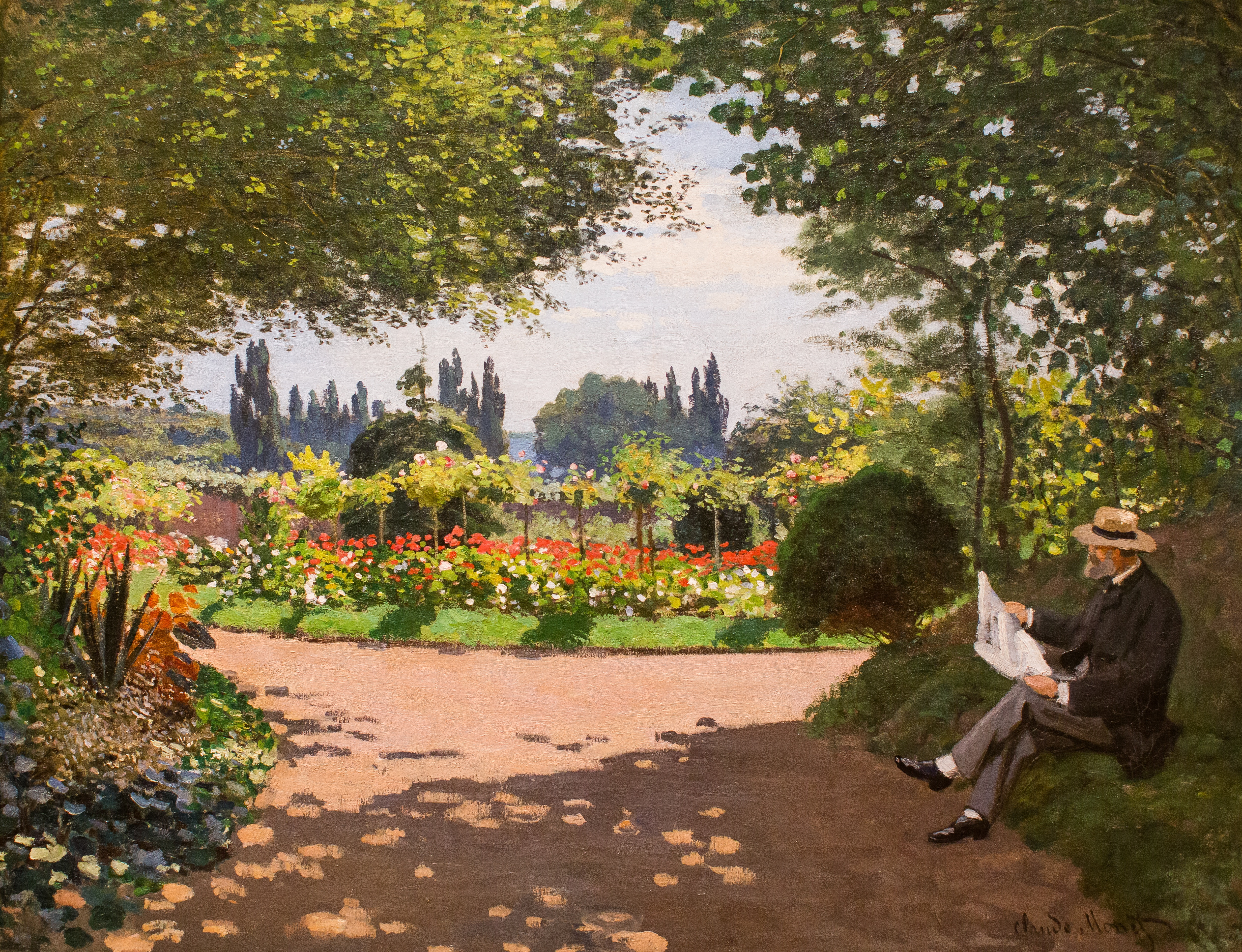
Adolphe Monet lezend in de tuin, 81 × 99 cm, met de vader van de kunstenaar
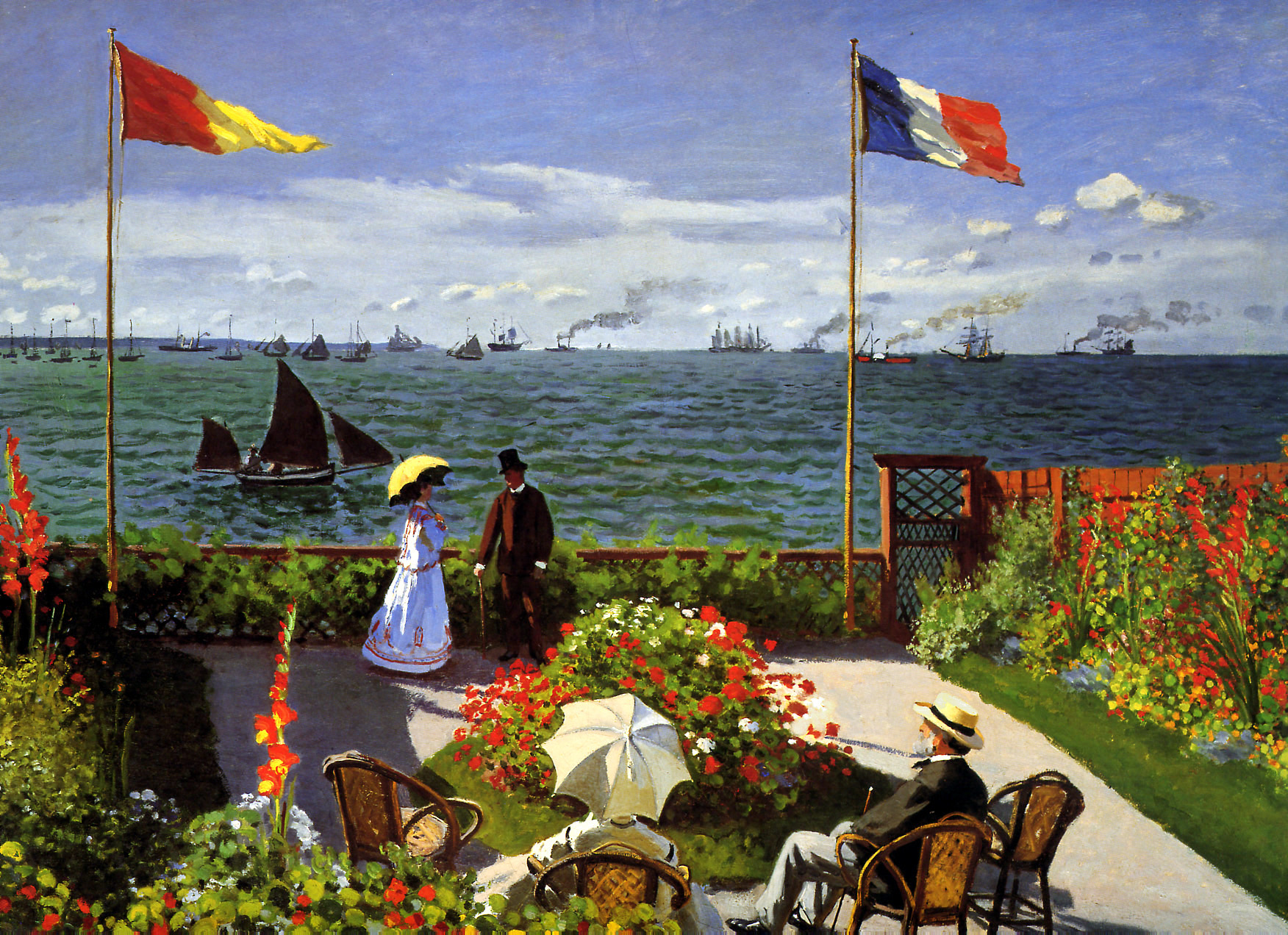
Terras in Sainte-Adresse, 98 × 130 cm, met uitzicht over zee